# Troisième Guerre mondiale (Doctor Who)
Troisième Guerre mondiale (World War Three) est le cinquième épisode de la Saison 1 de la seconde série télévisée Doctor Who. Il conclut le cliffhanger débuté dans l'épisode précédent, L'Humanité en péril.

## Résumé
Le Docteur survit au massacre des experts du 10 Downing Street grâce à sa constitution de Seigneur du Temps et s'échappe, mais les imposteurs, qui disent être des « Slitheens » remettent leurs déguisements humains et le font pourchasser par la police. Jackie est sauvée par Mickey Smith, qui la ramène chez lui, le faux policier sur leurs talons. Rose et Harriet retrouvent le Docteur et ils se barricadent dans la salle du cabinet de Downing Street. Les Slitheens s'avèrent être une famille de criminels, et leur plan consiste à faire croire aux terriens qu'une attaque extra-terrestre est imminente de façon à obtenir le contrôle des armes nucléaires et déclencher une guerre mondiale. Ils pourront ensuite vendre les débris radioactifs de la Terre aux plus offrants. Le Docteur contacte Mickey Smith par téléphone et, une fois qu'il identifie l'origine des Slitheens (ils sont des Raxacoricofallapatoriens), lui conseille d'asperger son poursuivant de vinaigre, ce qui le fait exploser. Le Docteur parvient ensuite à guider Mickey sur son ordinateur et à lui faire pirater le site de UNIT. Le plan consiste à lancer un missile sur Downing Street pour tuer les conspirateurs, mais le Docteur hésite à mettre ainsi la vie de Rose en danger. Harriet Jones lui ordonne de prendre ce risque, et il s'exécute. Le trio survit, abrité dans un placard de la salle du cabinet, ce dernier étant également une sorte d'abri anti-nucléaire. Harriet Jones émerge des décombres pour expliquer la situation au monde entier, et le Docteur se souvient à ce moment qu'elle est un personnage historique, qui guidera le Royaume-Uni vers un nouvel âge d'or.
Le Docteur demande à Mickey d'effacer toute mention de son existence sur Internet. Ce dernier refuse ensuite l'offre du Docteur de monter à bord du TARDIS pour faire équipe avec Rose et lui. Le Docteur repart donc avec Rose vers de nouvelles aventures, malgré les avertissements de Jackie, que cette vie dangereuse effraie.

## Distribution
- Christopher Eccleston : Le Docteur
- Billie Piper : Rose Tyler
- Camille Coduri : Jackie Tyler
- Noel Clarke : Mickey Smith
- Penelope Wilton : Harriet Jones
- Annette Badland : Margareth Blaine
- Rupert Vansittart : Général Asquith
- Morgan Hopkins : Sergent Price